# 架桥镇 (进贤县)
架桥镇，是中华人民共和国江西省南昌市进贤县下辖的一个乡镇级行政单位。

## 行政区划
架桥镇下辖以下地区：
封官社区、荣华村、罗垅村、岭背村、上溪村、汗城村、艾溪村、土坊村、南岗村、彭宗村和架桥村。

## 中国传统村落
2013年8月，艾溪陈家被评为第二批中国传统村落。